# ألبرت لاسكر
ألبرت ديفيز لاسكر (بالإنجليزية: Albert Davis Lasker) ـ (1 مايو 1880 ـ 30 مايو 1951) هو رجل أعمال أمريكي، كان له دور محوري في صياغة صناعة الدعاية والإعلان الحديثة.
نشأ لاسكر في غالفستون بولاية تكساس، حيث كان والده رئيسًا لعدة مصارف، ثم انتقل إلى شيكاغو وصار شريكًا في شركة لورد آند توماس للإعلان، واشترى عدة حملات إعلانية ناجحة، استغل فيها الإذاعة ـ التي كانت حديثة النشأة آنذاك ـ فأحدث بذلك تحولًا في صناعة الإعلان ووسائل جذب المستهلك.
كان لاسكر جمهوري النزعة، وقد ابتكر العديد من الأساليب الإعلانية المستحدثة لترويج الحملات الانتخابية، وخاصة في حملة وارن هاردينغ سنة 1920، وقد أسهم في العديد من الأعمال الخيرية.

## التكريم
- أُدرج اسمه ضمن قاعة مشاهير الأعمال الوطنية الأمريكية.
- استغل ثروته الطائلة لإنشاء وتمويل مؤسسة لاسكر[3] لدعم القضايا الإنسانية، وخاصة في مجال الأبحاث الطبية.
- سميت جوائز لاسكر باسمه، وقد حصل ثمانون من حائزي هذه الجائزة على جائزة نوبل.[4]

## روابط خارجية
- ألبرت لاسكر على موقع الموسوعة البريطانية (الإنجليزية)
- ألبرت لاسكر على موقع إن إن دي بي (الإنجليزية)